# Jean-Antoine Guyet
Jean-Antoine Guyet est un entrepreneur et architecte français né à Oiselay le 24 février 1750.

## Biographie
Jean-Antoine Guyet est le fils de l'entrepreneur Jean-Pierre Guyet et le frère de Jean-Pierre Guyet qui est né à Oiselay en 1741, lui-aussi entrepreneur. 
Jean-Antoine Guyet apparaît d'abord comme tailleur de pierre sur son acte de mariage dans la paroisse de l'église Sainte-Madeleine de Besançon, le 5 décembre 1775, âgé de 26 ans, avec Jeanne Françoise Myon. L'acte de mariage est aussi signé par ses frères, Hilaire et Joseph Guyet.
Les frères Guyet sont des collaborateurs des architectes Alexandre Bertrand et Antoine Colombot. Antoine Colombot a dessiné le plan et l'élévation de la maison de Jean-Pierre Guyet, 27 rue de la préfecture, à Besançon.
Les recherches de Christiane Claerr-Roussel ont montré que Jean-Antoine Guyet apparaît comme appareilleur pendant la construction du château d'Arlay.
Jean-Antoine Guyet est cité dans le décret de l'Assemblée nationale du 22 septembre 1791 concernant les dettes de l'État pour la construction de l'écluse marinière de Gray à côté d'une arche du pont sur la Saône qu'il avait obtenu le 30 décembre 1785,.
Il déménage à Champlitte où son frère est l'entrepreneur qui reconstruit le château de Champlitte sur les plans de l'architecte Alexandre Bertrand, en 1781. Son frère, Jean-Pierre Guyet a construit l'église Saint-Pierre de Besançon sur les plans d'Alexandre Bertrand en 1782-1786. Jean-Antoine Guyet a été l'architecte de l'église Saint-Christophe de Champlitte, en 1791. Veuf, il se remarie à Champlitte, le 22 février 1791, avec Barbe Marguerite Nageotte.
C'est à partir de 1795 que Claude-François Rochet entreprend de reconstruire une partie des forges de Baignes après avoir quitté Dampierre-sur-Salon pour Baignes en novembre 1793. C'est à partir de l'acte de vente de la maison de Claude-François Rochet en 1802 dans lequel Jean-Antoine Guyet apparaît comme témoin que Christiane Claerr-Roussel a proposé de lui attribuer les plans des forges de Baignes. Un plan de 1807 montre que cette construction était achevée à cette date.